# Hàbitat d'interès comunitari
Un hàbitat d'interès comunitari o HIC és un ecosistema o hàbitat particular, definit per la Unió Europea. La directiva sobre els hàbitats, junts amb la sobre la protecció dels ocells, forma l'eix central de la política europea de protecció de la natura i la xarxa Natura 2000. En l'actualitat hi ha 198 diferents HIC a tota la Unió.
Són dividits en dues categories: prioritaris i no prioritaris. Els prioritaris són aquests que necessiten una atenció particular per a la seva conservació i protecció, en aplicació de la directiva europea del 1997 sobre la conservació dels hàbitats naturals i la flora i fauna selvatges. La descripció de cada HIC es troba al Interpretation manual of European Union habitats. A Catalunya han estat identificats 94 hàbitats d'interés comunitari, dels quals 22 són prioritaris. En col·laboracíó amb la Universitat de Barcelona, s'ha creat la nomenclatura catalana dels hàbitats de Catalunya.

## HIC prioritaris de Catalunya
- Llacunes litorals
- Comunitats halòfiles dels sòls d'humitat molt fluctuant
- Vegetació gipsícola ibèrica (Gypsophiletalia)
- Dunes litorals amb cadequers o savinoses
- Dunes amb pinedes de pi pinyer o de pinastre
- Basses i tolls temporers mediterranis
- Pradells de terraprims i replans de roca, calcícoles o basòfils, de l'Alysso-Sedion albi
- Aiguamolls calcaris amb mansega (Cladium mariscus)
- Fonts petrificants amb formació de travertí (Cratoneurion commutati)
- Formacions pioneres alpines del Caricion bicoloris-atrofuscae
- Boscos de vessants rostos, tarteres o barrancs, del Tilio-Acerion
- Boscos torbosos
- Vernedes i altres boscos de ribera afins (Alno-Padion)
- Pinedes submediterrànies de pinassa (Pinus nigra subsp. salzmannii)
- Boscos oberts de savina arbòria (Juniperus thurifera)
- Teixedes mediterrànies